# 金丸将大
金丸 将大（かなまる まさとも、1982年11月10日 - ）は、日本の元男子バレーボール選手。埼玉県さいたま市出身。ポジションはオポジット。Vチャレンジリーグの警視庁フォートファイターズに所属していた。

## 来歴
亜細亜大学を卒業後、2005年、東レアローズに入団した。2008年に現役生活3年で引退した。
2009年警視庁フォートファイターズに入団し、現役復帰。2016年まで在籍した。
ジェイテクトSTINGSに所属していた金丸晃大は実弟である。

## 所属チーム
- 春日部東高校
- 亜細亜大学
- 東レアローズ （2005年-2008年）
- 警視庁フォートファイターズ（2009-2016年）